# Syzygium fruticosum
Syzygium fruticosum är en myrtenväxtart som beskrevs av Dc.. Syzygium fruticosum ingår i släktet Syzygium och familjen myrtenväxter. Inga underarter finns listade i Catalogue of Life.